# جو غريم
جو غريم (بالإنجليزية: Joe Grim)‏ مواليد 16 مارس 1881 في أفيلينو، كامبانيا، إيطاليا - الوفاة 01 يناير 1939 في فيلادلفيا، الولايات المتحدة، كان ملاكم محترف أمريكي صنّف ضمن فئة الوزن المتوسط.

## إحصائيات
خاض خلال مسيرته 152 نزالا، فاز في 24 وتعادل في 22 وخسر في 104. فاز بالضربة القاضية في 10 نزالات.

## روابط خارجية
- جو غريم على موقع بوكس ريك (الإنجليزية) (registration required)